# Max Verworn

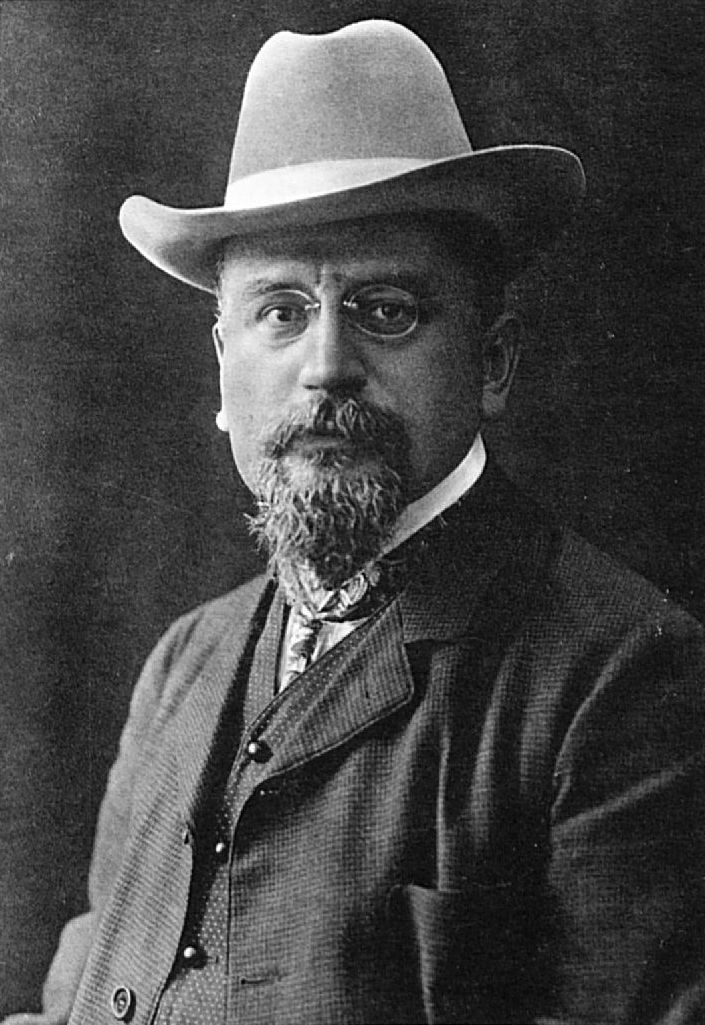
Max Verworn

Max Richard Constantin Verworn (* 4. November 1863 in Berlin; † 23. November 1921 in Bonn) war ein deutscher Physiologe.

## Leben und Wirken
Max Verworn war der Sohn des Zahlmeisters beim 2. Garde-Ulanen-Regiment in Berlin, Wilhelm Ferdinand Verworn, und jüngerer Bruder des Architekten Hermann Verworn. Er  begann sein Studium der Zoologie und Medizin 1884 an der Universität Berlin u. a. bei Franz Eilhard Schulze, Emil Du Bois-Reymond und Rudolf Virchow und wurde dort 1887 in Zoologie promoviert. Anschließend studierte er Medizin an der Universität Jena, u. a. bei William Preyer, Wilhelm Biedermann und Ernst Haeckel, 1889 wurde er zum Dr. med. promoviert. Während seines Studiums wurde er Mitglied der Burschenschaft Germania Jena.
Er blieb als Assistent an der Universität Jena und wurde dort 1895 außerordentlicher Professor für Physiologie, 1901 ging er als ordentlicher Professor an die Universität Göttingen, 1910 an die Universität Bonn.
Verworn befasste sich mit den beweglichen Zellen und der Physiologie der einzelligen Lebewesen. Auch die Funktion der Nervenzellen war Gegenstand von Verworns Forschung. Weiterhin befasste er sich mit prähistorischer Archäologie und gab zusammen mit Gustav Steinmann und Robert Bonnet mehrere Schriften zum Doppelgrab von Oberkassel heraus.
Er schuf 1902 die Zeitschrift für allgemeine Physiologie und redigierte von 1910 bis 1918 Pflügers Archiv für die gesamte Physiologie.
Er interessierte sich auch für Numismatik und besaß eine Münzsammlung, die nach seinem Tode bei Adolph E. Cahn in Frankfurt versteigert wurde.

## Ehrungen
- 1896 Carus-Preis
- 1903 ordentliches Mitglied der Akademie der Wissenschaften zu Göttingen
- 1908 Mitglied der Deutschen Akademie der Naturforscher Leopoldina[4]

## Schriften (Auswahl)
- Psychophysiologische Protistenstudien. 1889.
- Die Bewegung der lebendigen Substanz. 1892.
- Allgemeine Physiologie. 1895.
- Die Biogenhypothese. 1903.
- Die Lokalisation der Atmung in der Zelle. In: Denkschriften der Medizinisch-Naturwissenschaftlichen Gesellschaft zu Jena, 11, (= Festschrift zum siebzigsten Geburtstage von Ernst Haeckel, Herausgegeben von seinen Schülern und Freunden), Fischer, Jena 1904, S. 561–570 (Digitalisat)
- Die Mechanik des Geisteslebens. 1907.
- Die Frage nach den Grenzen der Erkenntnis. Fischer, Jena 1908 (archive.org)
- Kausale und konditionale Weltanschauung. Jena 1912; 1928.
- mit Robert Bonnet, Gustav Steinmann: Der diluviale Menschenfund von Obercassel bei Bonn. Wiesbaden 1919.
- Keltische Kunst. Der Sturm. 1919.